# Fernando Cadalso Manzano
 Fernando Cadalso Manzano (Manzanares el Real, 3 d'octubre de 1859 –Madrid, 20 de setembre de 1939) fou un jurista i polític espanyol.

## Biografia
Fill d'agricultors, restà orfe als set anys. El 1877 es va traslladar a Madrid, on el 1883 va estudiar a l'Institut San Isidro. Alhora va ingressar al Cos d'Establiments Penals com a Oficial de Comptabilitat de la Presó Model de Madrid. El 1887 va ser destinat a la Presó de Burgos però poc després va ser ascendit a Director de l'Establiment Penal de Valladolid, on va restar fins a 1890, quan fou destinat al d'Alcalá de Henares i el 1891 com a director a la Presó Model de Madrid. Des de 1893 fou membre de la Reial Acadèmia de Jurisprudència i Legislació.
El 1887 es va doctorar en dret civil i canònic a la Universitat Central de Madrid. La tesi tractava sobre sistemes penitenciaris i el tribunal era presidit per Gumersindo de Azcárate. En la tesi es mostrava contrari a la presó preventiva llevat pels grans criminals, pels efectes perniciosos en els presoners, i defensant que la finalitat del sistema penitenciari era rehabilitar el presoner, que era un malalt moral. El 1904 es doctorà en filosofia i lletres a la Universitat Central de Madrid, i el 1905 en ciències socials. En 1912-1913 va estar comissionat als Estats Units, fou representant d'Espanya en quatre congressos penitenciaris internacionals.
El febrer de 1902 fou nomenat Inspector General de Presons per oposició, càrrec que va ocupar fins a la seva jubilació el 1927. Des del seu càrrec va establir el sistema progressiu a les presons i va estudiar els sistemes penitenciaris europeus i nord-americans, d'on va importar el model de reformatori que va aplicar al Penal d'Ocaña. També fou director de l'Escola de Criminologia. El 15 de setembre de 1923 el directori militar de Primo de Rivera el va nomenar encarregat del despatx ordinari dels afers del Ministeri de Gràcia Justícia, càrrec que va ocupar fins a desembre de 1923.
El 1924 també va assumir les competències de la Direcció General de Presons i el novembre de 1927 es va jubilar. En 1933 va mantenir una polèmica amb el director general de presons de la República, Vicente Sánchez Sol, sobre les reformes durant la dictadura. Després va viure a l'obre i va morir solitari a Madrid poc després d'acabar la guerra civil espanyola